# Marie-Philippe de l'Epine
Marie Philippe Ferdinand de Lepine of de l'Epine (Le Quesnoy, 26 maart 1784 - Wargnies-le-Petit, na 1868) was een Frans-Belgisch officier.

## Levensloop
De naast elkaar gelegen Nederlands- en Frans-Henegouwse dorpjes Wargnies werden in 1659 samengevoegd onder Frans gezag onder de naam Wargnies-le-Petit. Vanaf 1745 werd een familie De l'Epine, afkomstig uit Bergen, eigenaar van het kasteel en van de heerlijkheid Wargnies. In 1781 was dat jonkheer Ferdinand de L'Epine, meester van Waters en Bossen in Le Quesnoy.
Zijn zoon Philippe de L'Epine volgde hem op als bewoner van het kasteel. Hij resideerde er tijdens de zomer en woonde in de winter in Le Quesnoy.
De L'Epine werd officier van de Nationale Garde onder het Franse keizerrijk. In 1813 was hij er bataljonchef. Hij was opgevallen, zodat hij dat jaar werd opgenomen in de empireadel met de titel van ridder. Hij werd ook lid van het kiescollege van het Noorderdepartement.
Na 1814 werd hij kolonel en inspecteur van het leger. Hij begon toen aan een politieke carrière: hij werd arrondissementeel raadslid, burgemeester van Le Quesnoy en in 1827 volksvertegenwoordiger voor het Noorderdepartement. Hij bleef tot de Franse adel behoren en werd in 1825 bedacht met de titel van baron.
Als 'legitimist' kon hij zich niet verzoenen met de revolutie die Louis-Philippe op de troon bracht en verliet hij het parlement. Later, van 1851 tot 1868 was hij opnieuw lid van de departementsraad voor de Nord.
Hij werd beschouwd als een van de rijksten van het departement. Hij besteedde veel geld aan het bouwen van kerken en het oprichten van scholen die hij toevertrouwde aan kloostercongregaties.
Zijn erfgenamen bewoonden het kasteel tot aan de Eerste Wereldoorlog. Het werd toen opgeëist als hospitaal en na de oorlog vond de eigenaar het gebouw in deerlijke staat terug. Hij schonk het aan een congregatie van redemptoristen, die het bewoonden tot rond 1970 en het toen overmaakten aan een religieuze charismatische groep, 'la communauté Nazareth'.